# Adam Hess
Adam Hess (* 4. April 1981 in Warren, Michigan) ist ein ehemaliger US-amerikanischer Basketballspieler, der unter anderem in der Basketball-Bundesliga spielte. Hess, der deutsche Vorfahren hat, ist mit einer Deutschen verheiratet und besitzt seit Anfang 2012 die deutsche Staatsbürgerschaft.

## Laufbahn
Hess studierte zunächst in seinem heimatlichen Bundesstaat an der Eastern Michigan University und war dort für die Hochschulmannschaft der Eagles in der NCAA aktiv. Nach seinem Hochschulwechsel an das College of William & Mary und der den Bestimmungen der NCAA entsprechenden Pause von einem Jahr spielte er noch drei Jahre für die Tribe genannte Hochschulmannschaft aus dem Bundesstaat Virginia. In seinen letzten beiden Studienjahren hatte er als Basketballer einen Punkteschnitt von knapp über 20 Punkten pro Spiel.
Nach seinem Studium unterschrieb Hess zunächst einen Profivertrag bei Fabriano Basket in der italienischen zweiten Liga Legadue, spielte dann aber in den folgenden zwei Spielzeiten in Nymburk in Tschechien, in denen er mit dem dortigen Verein jeweils Meister wurde. 2006 wechselte er zum ersten Mal ins Artland und wurde mit den dort beheimateten Dragons 2007 überraschend Vizemeister, nachdem man in den Play-offs zunächst den Hauptrundenersten Alba Berlin und im Halbfinale den Titelverteidiger RheinEnergie Köln besiegt hatte. Auch im Pokal reichte es am Ende nur zum Vizetitel. Danach wurde Hess vom französischen Meister aus Roanne verpflichtet und spielte unter anderem in der EuroLeague. In der Neuauflage des Vorjahresfinales der französischen Meisterschaft war man 2008 SLUC Nancy Basket deutlich unterlegen. Hess kehrte zur Basketball-Bundesliga 2008/09 ins Artland zurück, welche mit dem Verpassen der Play-offs als Neuntplatzierter enttäuschend endete. Daraufhin schloss sich Hess dem spanischen Zweitligaaufsteiger aus Tarragona an, bevor er 2010 erneut von Quakenbrück zurückgeholt wurde.
Am 13. August 2012 gab Phoenix Hagen dann die Verpflichtung des Flügelspielers für die Spielzeit 2012/13 bekannt. Zur Saison 2013/14 erhielt Hess in Hagen keinen neuen Vertrag und wechselte innerhalb der Liga zu Ratiopharm Ulm. Dort unterschrieb er ein Arbeitspapier mit einer Laufzeit bis 2015. Nach Ablauf seines Vertrages in Ulm kehrte Hess zu Phoenix Hagen zurück und unterzeichnete dort einen Vertrag bis Sommer 2017. Als die Mannschaft Ende 2016 zahlungsunfähig war und vom Spielbetrieb der Bundesliga abgemeldet wurde, endete Hess’ Profikarriere.
In seinem Blog auf den Seiten der Euroleague und der Artland Dragons berichtete Hess aus dem Leben eines Profibasketballers.
Nach dem Ende seiner Leistungssportlaufbahn zog er mit seiner deutschen Frau Julia sowie den gemeinsamen Kindern nach St. Petersburg in den US-Bundesstaat Florida. Hess wurde dort beruflich für einen Finanzdienstleister tätig. 2018 wurde Hess in die „Sport-Ruhmeshalle“ des College of William & Mary aufgenommen.
Als Mitglied einer Unternehmensgruppe wurde Hess unter anderem gemeinsam mit Florian Hartenstein und Isaiah Hartenstein im Dezember 2024 Anteilseigner bei der Trägergesellschaft des Bundesligisten Ratiopharm Ulm.